# Хуа Лампхонг
Храм Хуалампхонг (тайск. วัดหัวลำโพง) — буддийский храм в районе Банграк, Бангкок, Таиланд. Находится возле станции метро Самъян на синей линии.

## История
Точных данных о строительстве храма нет, но считается что он был построен в ранний период Раттанакосин, о чем свидетельствуют некоторые его постройки, в частности первоначальная чеди. Храм был построен коммуной переселенцев, которые потеряли свои дома в ходе разрушения Аютии в 1767 году.
Первоначально храм назывался Ват Вуалампхонг (тайск. วัดวัวลำพอง). Считается, что в 1904 году тайских монарх Чулалонгкорн (Рама V) посетил храм и переименовал его в Ват Хуалампхонг (тайск. วัดหัวลำโพง).
18 июля 2002 года король Пхумипон Адульядет (Рама IX) даровал храму статус королевского храма третьей степени.

## Стиль и архитектура

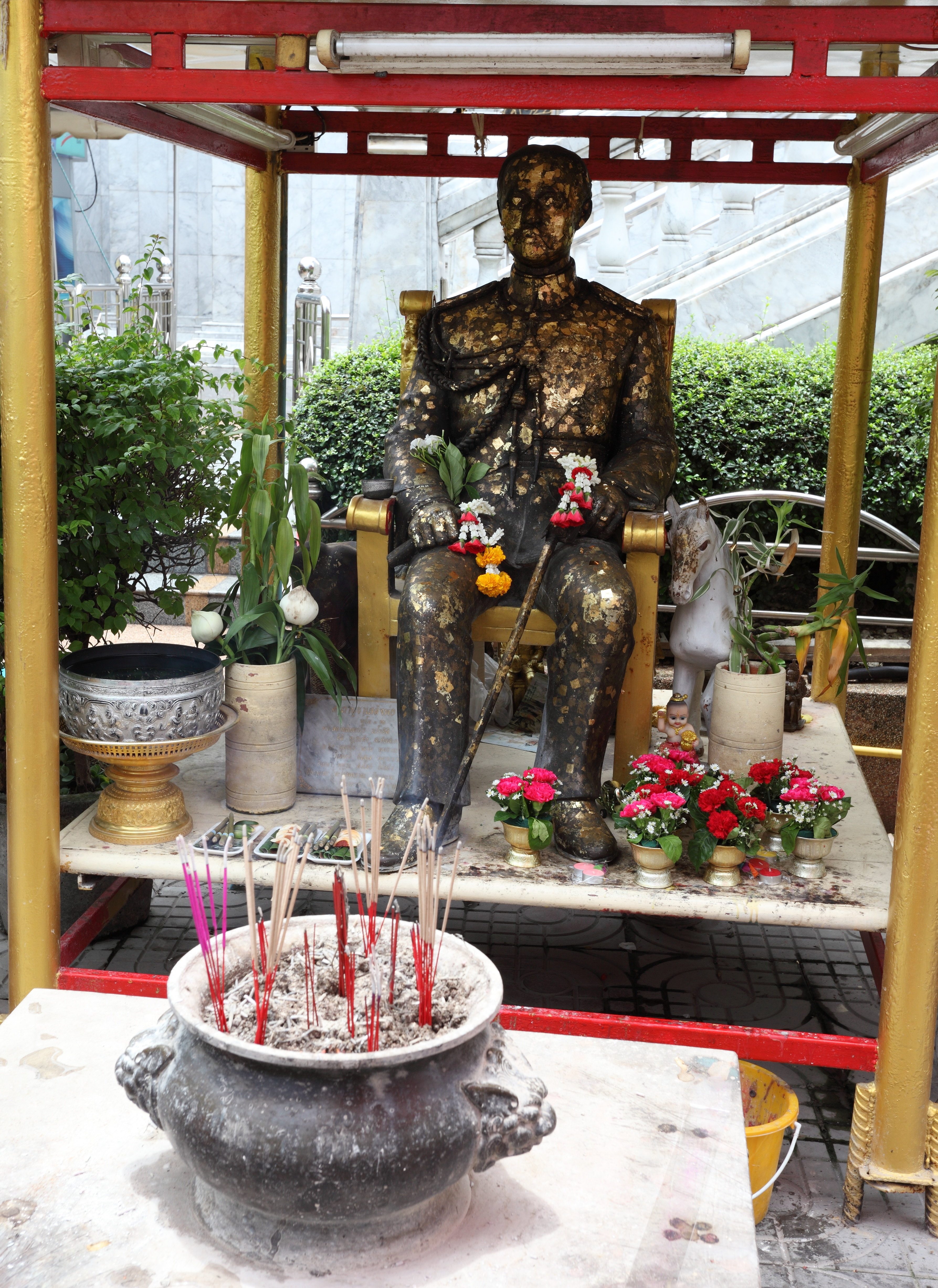
Статуя короля рамы IX

Внутри храма Убосот соединяется с Вихарой высокой платформой, на которую можно подняться по высокой лестнице. Платформа также поддерживает чеди храма. Передняя и задняя часть Убосота очень широка и украшена буддийскими статуями, в том числе статуями Рамы IX и Ганеши.
В храме также находится крематорий и жилые помещения для монахов.
При храме расположена одноименная школа.